# Seriola quinqueradiata
Seriola quinqueradiata ist eine Art aus der Familie der Stachelmakrelen (Carangidae), welche im Nordwestpazifik von Japan bis Hawaii verbreitet ist. Es ist eine Art, die in Japan als Speisefisch begehrt ist und dort im Fischhandel u. a. unter der Bezeichnung japanisch 鰤 buri vorkommt.

## Beschreibung
Seriola quinqueradiata hat einen langgestreckten, seitlich abgeflachten Körper mit einem gelben Längsstrich. Die Seitenlinie ist schuppenfrei. Die Brust- und Bauchflossen sind etwa gleich lang. Zwei Stacheln stehen vor der Afterflosse, welche kürzer ist als die hintere Rückenflosse mit Weichstrahlen. Die Stacheln der vorderen Rückenflosse sind mit einer Haut untereinander verbunden.

Das größte Individuum wurde mit einer Länge von 150 Zentimetern gefangen, das schwerste mit einem Gewicht von 40 Kilogramm.

## Lebensweise
Die Stachelmakrele ist ein schneller Schwimmer im Pelagial und stellt tagsüber anderen, kleineren Fischen wie Makrelen, Pferdemakrelen und Sardinen nach, Tintenfische gehören ebenfalls zum Beutespektrum.
Das publizierte Maximalalter der Art liegt bei 6 Jahren, die Geschlechtsreife erreichen die Tiere ab 3 Jahren. Jungtiere migrieren im Frühsommer nordwärts unter Ausnutzung des Tsushima-Stroms und des Kuroshio-Stroms, mit welchen sie ihre Futtergründe erreichen. Im Spätherbst ziehen die Tiere wieder südwärts zu den Überwinterungsgebieten. Es wurde gelegentlicher Kannibalismus unter Jungtieren beobachtet.

## Wirtschaftliche Bedeutung
Es wird in Fernost Aquakultur mit dieser Art praktiziert. Die ersten Einrichtungen entstanden 1927 in der Präfektur Kagawa. Wild gefangene Jungtiere wurden in strandnahen Gehegen aufgezogen. Diese Methode wurde wieder aufgegeben, da der Erhalt der benötigten Wasserqualität und die Entfernung von Abfällen aus dem System nicht gewährleistet werden konnte. Die kommerzielle Aufzucht begann in den 1940er Jahren. Ab den 1960er Jahren stieg die Produktionsmenge schnell an und überschritt die Menge von 43.000 Tonnen im Jahr 1970. Ein Allzeithoch mit fast 170.000 Tonnen gab es 1995, zwischen 1996 und 2003 schwankte die gefarmte Menge zwischen 139.000 und 162.000 Tonnen. Ein weiteres Wachstum ist nicht zu beobachten, die Ergebnisse der Fischfarmen sind allerdings stabil trotz einer Abnahme der Mengen an Jungtieren aus dem Wildfang. Aquakultur findet größtenteils in Japan statt, das einzige andere Land, in welcher die Art kultiviert wird, ist Südkorea. Wildfänge an adulten Tieren stammen aus dem westlichen zentralen Pazifik (FAO-Gebiet 71). Die Art stellt 57 Prozent der gesamten produzierten Menge an marinen Flossenfischen aus Aquakultur in Japan.

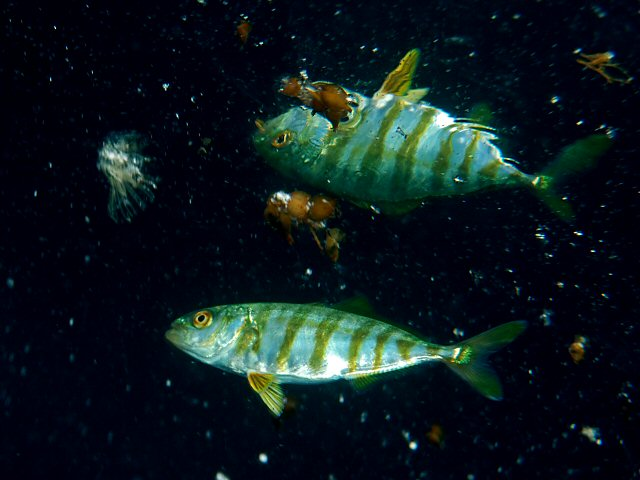
Jungtiere
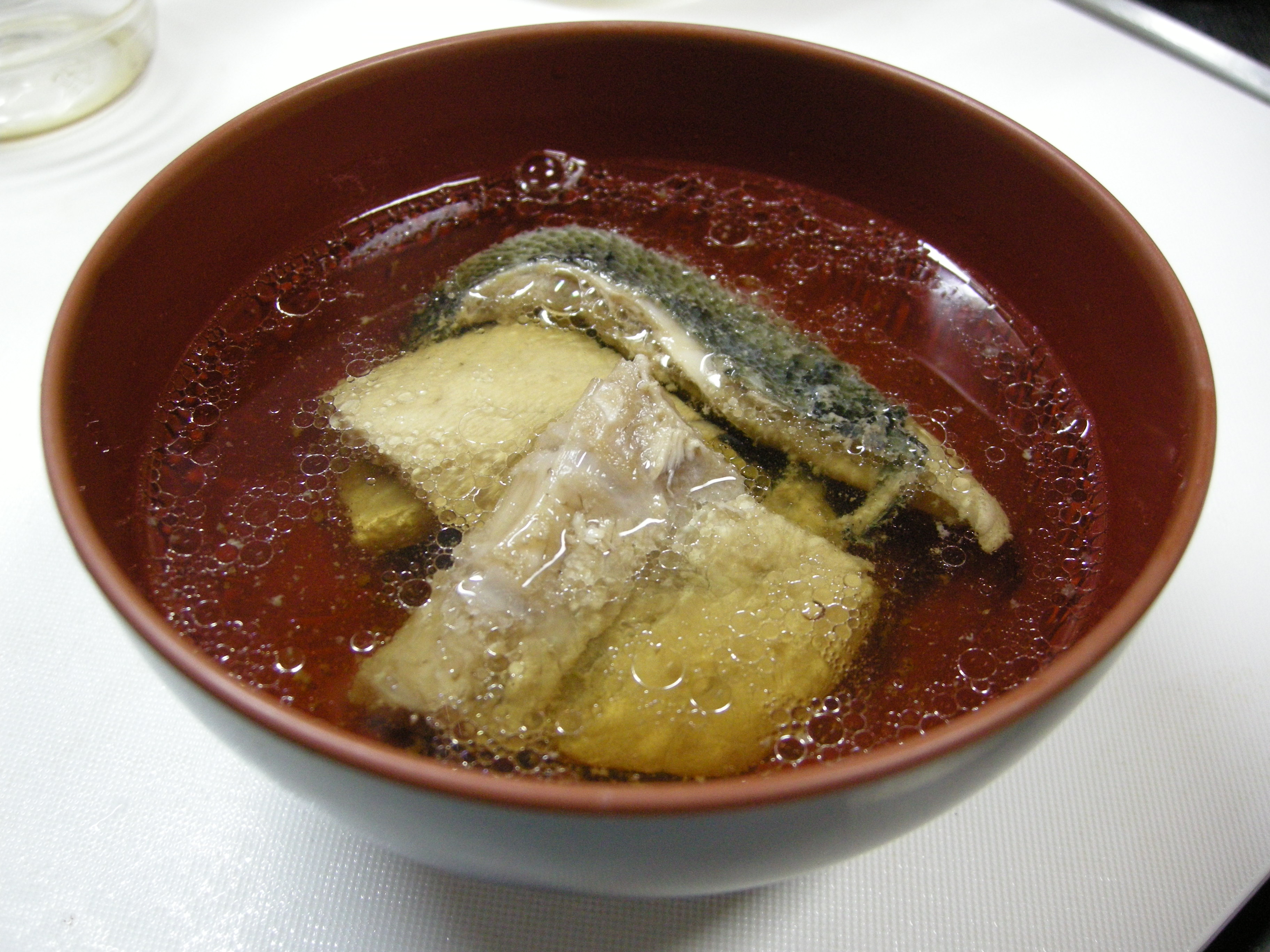
Suppe mit S.-quinqueradiata-Filets (japanisch 鰤の吸物)
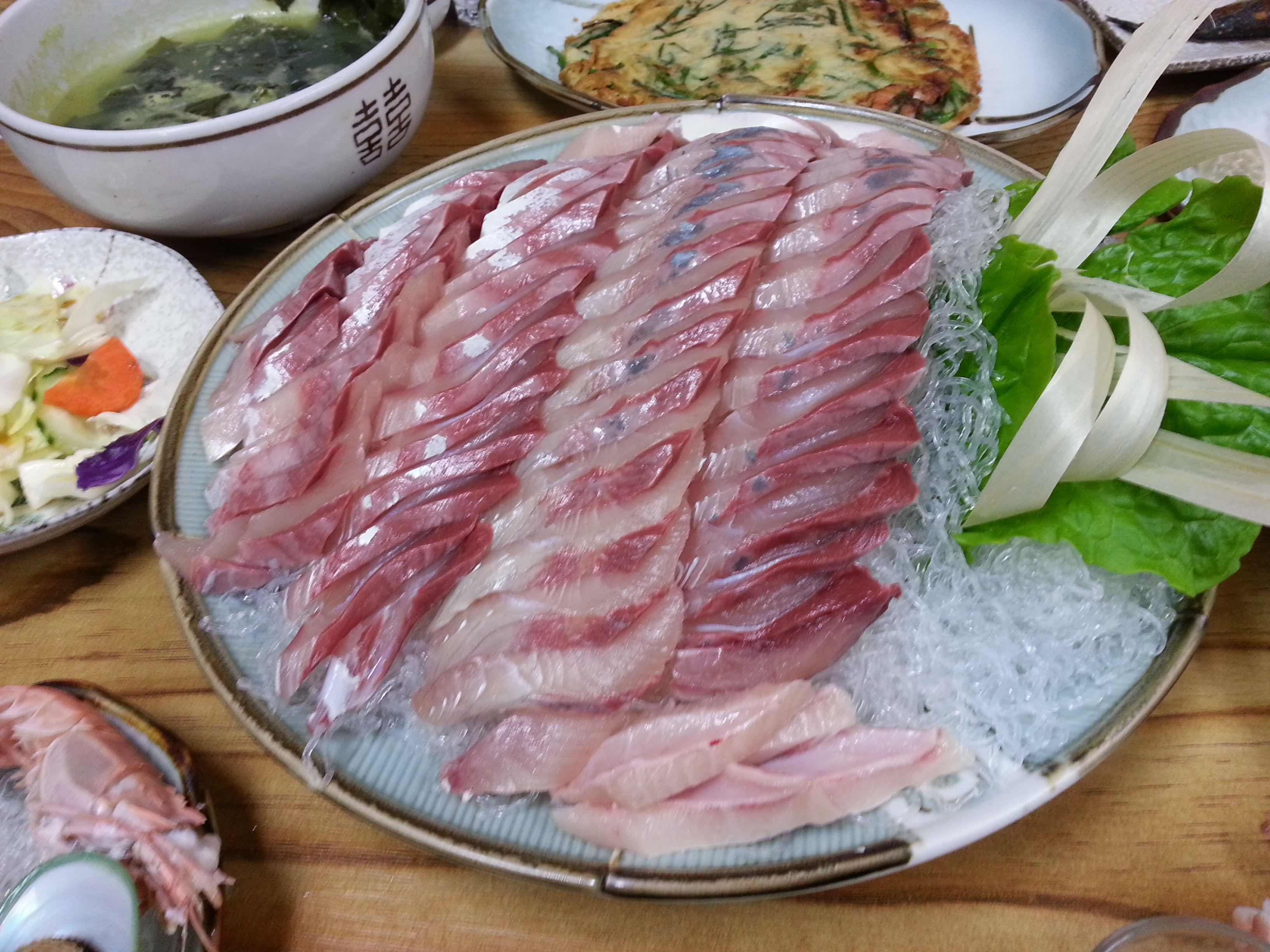
Bangeo-hoe (Rohfisch),koreanisch 방어회